# Euphyia rixata
Euphyia rixata är en fjärilsart som beskrevs av Felder 1875. Euphyia rixata ingår i släktet Euphyia och familjen mätare. Inga underarter finns listade i Catalogue of Life.